# Kamen Rider Ryuki: Episode Final
Kamen Rider Ryuki: Tập cuối (劇場版 仮面ライダー龍騎 EPISODE FINAL Gekijōban Kamen Raidā Ryūki Episōdo Fainaru) là bộ phim siêu anh hùng chuyển thể từ bộ phim Kamen Rider của Nhật Bản, Kamen Rider Ryuki do Ryuta Tasaki đạo diễn và Toshiki Inoue viết kịch bản.
Bộ phim được sản xuất bởi Ishimori Productions và Toei, những nhà sản xuất của tất cả các bộ phim truyền hình trước đó và các bộ phim của loạt phim Kamen Rider. Tiếp nối truyền thống của tất cả các phim Heisei Kamen Rider, đây là bộ phim dành cho loạt phim Super Sentai năm 2002 Ninpuu Sentai Hurricaneger, Ninpuu Sentai Hurricaneger: Shushuuto the Movie, cả hai đều được công chiếu vào ngày 17 tháng 8 năm 2002. Tựa phim được dịch sang tiếng Anh là Masked Rider Ryuki The Movie: Episode Final.

## Sự liên tục và vị trí
- Bộ phim này đóng vai trò là " tập cuối, chương cuối của phim truyền hình " [1]. Nó có thể được coi là dòng thời gian thay thế của các sự kiện cho bộ phim truyền hình kết thúc.
  - Nếu được kết nối với dòng thời gian của vũ trụ chính, điều này có thể giải thích sự xuất hiện sau đó của Kỵ sĩ Ryuki trong các sự kiện chéo trong tương lai.
- Bộ phim này cũng có thể được xem là xảy ra sau tập 44nhưng trước tập 45, với điều này là sự thay thế của 6 tập cuối của loạt phim. Tuy nhiên, một số lỗi có thể được gây ra bởi giả định này:
  - Lý do và năm mất của cha mẹ Yui, cũng như của Yui trong thời thơ ấu của cô, khác với phim truyền hình.
  - Kamen Rider Tiger không xuất hiện và được thay thế bởi Kamen Rider Femme, mặc dù có thể có một số sự kiện giữa tập 44 và bộ phim gây ra điều này đã xảy ra.
  - Mặc dù Ren có ý định chiến đấu chỉ để cứu mạng bạn gái của mình, nhưng điều này chưa bao giờ được nêu rõ trong bộ phim này.
  - Vì một số lý do, Megumi Asano không xuất hiện trong toàn bộ bộ phim.
  - Shiro Kanzaki không tìm thấy một Odin nào khác, mâu thuẫn với lời nói của mình để cho Rider sống sót cuối cùng chiến đấu với Odin. Tuy nhiên, việc Odin đến là điều không thể xảy ra do Battle Fight đã đi qua giới hạn thời gian mà không có tay đua cuối cùng nào ổn định và Kanzaki biến mất ngay sau cái chết của Yui.

## Cốt truyện
Bộ phim này là một kết thúc xen kẽ của bộ phim, diễn ra sau các sự kiện của tập 44. Chỉ còn lại sáu Rider trong Rider War, Shirō Kanzaki cảm thấy thời gian không còn nhiều. Khi cuộc sống của Yui trở nên ngắn ngủi, cô nhớ lại những ký ức và cho xem những bức ảnh của Shinji Kido và Ren Akiyama trong bức vẽ thời thơ ấu của cô, điều này giải thích lý do cho Mirror Monster và lý do của Shiro để bắt đầu Cuộc chiến Rider. Shinji, trong một trường hợp va vào Miho Kirishima sau khi cô xoay xở để lừa một người đàn ông giàu có khác và lấy ví của Shinji. Khi anh đuổi theo cô, hai người họ tiết lộ mình là Rider với nhau, trước khi họ bất ngờ buộc phải chiến đấu với Mirror Monster. Trong trận chiến đầu tiên của họ cùng nhau, Shinji, sau đó là Kamen Rider Ryuki và như mọi khi, cố gắng thuyết phục Miho, với tư cách là Kamen Rider Femme, không chiến đấu, và cô từ chối. Các Rider khác tiếp tục chiến đấu với nhau, với mục tiêu của riêng họ hiện tại. Miho được tiết lộ để chiến đấu vì hai lý do: tìm cách trả thù Takeshi Asakura, kẻ đã sát hại em gái mình và hồi sinh cô. Người kia, Ryuga, chiến đấu để anh ta có thể là một con người thực sự trong thế giới thực.
Takeshi Asakura khi Ouja chiến đấu với Miho với tư cách là một Rider và sau một vài cú đánh được trao đổi, bên phía thua cuộc. Ouja hợp nhất những con quái vật của mình để tạo thành Genocider và nhằm mục đích kết liễu thành công. Đòn kết liễu của anh bị phá bởi Ryuga, người đã tấn công Takeshi bằng Final Vent của chính anh ta, tiêu diệt Genocider và khiến cho Ouja trở lại hình dạng trống rỗng. Sau đó, Femme tìm thấy Ouja, và sau đó đánh vào Deck của Ouja, phá vỡ nó, khiến Takeshi không thể sống sót trong Mirror World. Anh ta biến mất sau khi cố gắng giết chết trước khi tan rã và người đầu tiên trong số sáu Rider còn lại chết. Trong trận chiến, Shuichi Kitaoka, khi Kamen Rider Zolda đấu với Femme, làm bị thương ở cổ tay và khiến anh ta bất tỉnh sau trận chiến. Anh ta nói với Goro Yura rằng anh ta sẽ chiến đấu một lần nữa, nhưng anh ta thay đổi ý định và quyết định từ bỏ nhiệm vụ của mình với tư cách là một Rider, thay vào đó chọn hẹn hò với Reiko Momoi một lần nữa.
Mối quan hệ của Miho và Shinji tiếp tục phát triển. Cô chiêu đãi anh ta bữa tối, nói Shinji đã cứu mạng cô và giúp cô tiến gần hơn đến chiến thắng Rider War với Shinji hoàn toàn không chắc chắn về thái độ tốt bụng bất ngờ của cô với cô. Khi ở trong phòng tắm, hình ảnh phản chiếu của Shinji bước vào thế giới thực và ngụy trang thành người thật, cố gắng ném Miho khỏi nóc tòa nhà nơi họ đang ở. Khi cô nhận ra rằng anh không phải Shinji, anh tiết lộ mình là Ryuga, và Miho biến thành Femme để chiến đấu với anh. Ren, sau đó là Kamen Rider Knight và chiến đấu với một Mirror Monster, thông báo Ryuga và Femme chiến đấu, nhầm tưởng Ryuga là Shinji. Femme sớm bị trọng thương, nhưng được Shinji cứu khi Ryuki, người sau đó thoáng thấy gương doppelganger của chính mình trước khi Ryuga rời đi.
Sau khi rời Thế giới gương, Shinji và Miho chia sẻ khoảnh khắc cuối cùng với nhau, trước khi Miho chết vì vết thương của cô ngay sau khi tiễn Shinji đi. Ren trở về với Shinji, nghĩ rằng Shinji cuối cùng đã nhận ra ý nghĩa của Cuộc chiến Rider và yêu cầu hai người họ chiến đấu, trong khi Shinji từ chối Ren thẳng thừng và tuyên bố rằng anh chưa bao giờ nghĩ về điều đó. Shinji sau đó nhớ rằng trước đây anh đã biết Yui khi còn nhỏ và rằng anh đã bỏ rơi cô trước đây. Điều này đã khiến cô tạo ra một Shinji trong Thế giới gương, sau đó được tiết lộ là Kamen Rider Ryuga bí ẩn, một dạng Ryuki đen tối hơn. Shinji sau đó cảm thấy rằng đó là lỗi của chính mình rằng một điều như vậy đã xảy ra dẫn đến việc tạo ra một phiên bản đen tối hơn của chính anh.
Biết được tội lỗi của Shinji, Ryuga lừa Shinji hợp nhất cơ thể của họ để anh ta có thể trở thành một con người thực sự, chiếm lấy cơ thể của Shinji trong quá trình này. Chứng kiến bởi Ren, người biến thành Knight và chiến đấu với Ryuga, hai người họ chiến đấu trong khi cuộc sống của Yui rút ngắn hơn nữa. Sau khi đánh bại Knight, Ryuga cố gắng ra đòn kết liễu trong khu Shinji đang đấu tranh nội tâm với Ryuga. Hai người bị tách nhau ra và họ chiến đấu với nhau. Sau trận chiến, Ryuga bị giết bởi bản thể thật của mình thông qua Final Vent của Ryuki. Sau trận chiến, Ren nói với Shinji rằng anh ta phải thắng, và Shinji đồng ý rằng anh ta sẽ không buông xuôi và sẽ sẵn sàng chiến đấu với Ren. Trước khi họ chiến đấu, Shinji và Ren biến thành hình dạng Survive Rider  của họ và đối mặt với bầy Mirror Monster Hydragoon khi bộ phim kết thúc.

## Nhân vật

### Kamen Rider
| Kamen Rider Ryuki   | Shinji Kido          |
| Hiệp sĩ kỵ sĩ Kamen | Ren Akiyama          |
| Kamen Rider Zolda   | Shouichi Kitaoka     |
| Kamen Rider Ouja    | Asakes Takeshi       |
| Kamen Rider Femme   | Miho Kirishima       |
| Kamen Rider Ryuga   | Shinji / Shinji Kido |

### Gia đình Kanzaki
- Yui Kanzaki
- Shiro Kanzaki
- Sanako Kanzaki

### Tạp chí ORE
- Daisuke Okubo
- Reiko Momoi
- Nanako Shimada

### Khác
- Goro Yura